# 蒙古沙地蒿
蒙古沙地蒿（学名：Artemisia klementze）是菊科蒿属的植物。分布在蒙古以及中国大陆的内蒙古等地，生长于海拔1,500米的地区，多生在半固定沙丘边缘、固定及草原地区，目前尚未由人工引种栽培。